# Horst-Dieter Höttges
Horst-Dieter Höttges (10. září 1943, Mönchengladbach – 22. června 2023) byl německý fotbalista. Nastupoval především na postu obránce.
S reprezentací někdejšího Západního Německa se stal mistrem světa roku 1974 a mistrem Evropy 1972. Krom toho má stříbro z mistrovství světa v Anglii roku 1966 a bronz z Mexika 70. V národním týmu působil v letech 1966–1974, za tu dobu za něj odehrál 66 utkání, v nichž vstřelil 1 gól.
V letech 1964–1978 působil v klubu Werder Brémy. Získal s ním titul německého mistra v sezóně 1964/65. Sehrál 420 prvoligových utkání, v nichž vstřelil 55 gólů.